# Sergei Wassiljewitsch Jewsejew
Sergei Wassiljewitsch Jewsejew (russisch Сергей Васильевич Евсеев; * 13. Januarjul. / 25. Januar 1894greg. in Moskau; † 16. März 1956 ebenda) war ein russischer Pianist und Komponist.

## Leben und Werk
Jewsejew studierte bei Leon Conus, Alexander Goldenweiser und Sergei Tanejew. Er unterrichtete von 1919 bis 1930 Theorie an der Tanejew-Musikschule von 1922 bis zu seinem Tode am Moskauer Konservatorium. 
Er komponierte drei Sinfonien, ein Klavier- und ein Klarinettenkonzert, kammermusikalische Werke, zwei Klaviersonaten, eine Dithyrambe für Singstimme, Violine, Cello und Klavier sowie Lieder und Chöre nach Volksliedern der Russen, Mari und Mordwinen.